# O・R・メリング
O・R・メリング（O. R. Melling）は、アイルランド生まれのカナダのファンタジー作家。文芸批評家としてのペンネームはG.V. Whelan（本名）。

## 著作リスト
- The Druid's Tune (1983) 「ドルイドの歌」井辻朱美翻訳、講談社
- The Singing Stone (1986) 「歌う石」井辻朱美翻訳、講談社
- Falling Out of Time (1988)
- My Blue Country (1996)
- People of the Great Journey  （2013）

### 妖精の国物語
- The Hunter's Moon (1993) 「妖精王の月」井辻朱美翻訳、講談社
- The Summer King (1999) 「夏の王」井辻朱美翻訳、講談社
- The Lightbearer's Daughter　「光をはこぶ娘」井辻朱美翻訳、講談社
- The Book of Dreams　「夢の書」井辻朱美翻訳、講談社